# Адам, Маркус
Ма́ркус А́дам (англ. Marcus Adam; род. 28 февраля 1968, Лондон) — британский легкоатлет и бобслеист, участник летних Олимпийских игр 1992 года и зимних Олимпийских игр 2002 года, серебряный призёр чемпионата Европы 1990 года в эстафете 4×100 метров.

## Спортивная биография

### Лёгкая атлетика
Маркус Адам родился в Лондоне, где и начал заниматься лёгкой атлетике. На молодёжном уровне Адам стал двукратным чемпионом Европы. В 1990 году Адам добился своего первого крупного международного успеха на взрослом уровне. На чемпионате Европы в Сплите молодой британец в составе сборной Великобритании завоевал серебро в эстафете 4×200 метров.
В 1992 году Маркус Адам принял участие в летних Олимпийских играх в Барселоне. В соревнованиях на 100-метровке британец смог пройти лишь в четвертьфинал, где в своём забеге с результатом 10,35 с. Адам занял 5-е место. На дистанции вдвое длиннее Маркус смог пробиться в финал, но занял в нём последнее 8-е место. В эстафете 4×100 метров сборная Великобритании с Адамсом в составе заняла в финале соревнований 4-е место, всего 0,08 с. уступив бронзовым призёрам кубинцам.
После окончания игр на протяжении нескольких лет Адам практически не участвовал в крупных соревнованиях. В 1999 году он принял участие в чемпионате мира, но выбыл из борьбы в полуфинале бега на 200 метров.

### Бобслей
После окончания легкоатлетической карьеры Адам перешёл в бобслей, став разгоняющим. В 2002 году Маркус Адам принял участие в зимних Олимпийских играх. В соревнованиях двоек Адам в паре с пилотом Ли Джонстоном занял 10-е место, обойдя многие сильные экипажи.